# Rosa Radom
O Clube Esportivo Rosa Radom (polonês:Klub Sportowy Rosa Radom) é um clube profissional de basquetebol situado na cidade de Radom, Voivodia da Mazóvia, Polónia que disputa atualmente a I Liga (Segunda divisão polonêsa).

## Prêmios
Liga Polonesa
- Finalista (1): 2016
- Quarto Colocado (2): 2014, 2015

Copa da Polônia
- Campeões (1): 2016
- Finalista (1): 2015